# Attacco al mercato di Izeh
L'Attacco al mercato di Izeh avvenne il 16 novembre 2022 nella città iraniana di Izeh (nel Khūzestān), tragicamente ricordato per la morte del bambino di nove anni, Kian Pirfalak.
Parte delle più ampie Proteste per la morte di Mahsa Amini, l'attacco ha visto da una parte le forze di sicurezza del regime islamico, e dall'altra civili locali.
Furono 7 i civili uccisi, oltre 15 i feriti; nessuna perdita per quanto riguarda le forze di sicurezza. 
Oltre al bambino, persero la vita una donna di 45 anni e due giovani ragazzi Artin Rahmani, e Sepehr Maghsoodi (quest'ultimo fu colpito mortalmente da un proiettile in testa).
Le vittime erano principalmente parte della tribù Bakhtiari.
L'Agenzia di stampa della Repubblica Islamica ha inizialmente riportato la notizia che i responsabili fossero legati all'ISIS, per poi ritrattare.